# Drazí sousedé
Drazí sousedé jsou český seriál vysílaný na TV Nova, který se začal vysílat 14. března 2016. Dne 31. března 2016 bylo zastaveno natáčení kvůli nízké sledovanosti. Dne 8. dubna 2016 bylo oznámeno, že seriál bude stažen z programu. Na obrazovky se seriál vrátil 26. června 2017 a nové díly seriálu byly vysílány od 10. července 2017. Poslední epizoda byla odvysílaná 2. srpna 2017.
Dne 31. března 2016 bylo zastaveno natáčení kvůli nízké sledovanosti. Natáčení bylo zastaveno zhruba v půlce natáčení plánovaných 80 epizod. Dne 8. dubna 2016 bylo oznámeno, že seriál bude stažen z programu, a že o zbývajících dílech budou včas informovat. Původně měl běžet dvakrát týdně, v pondělí a ve středu, pak se stáhl v bloku dvou dílů jen na pondělky.

## Příběh
Starý Alois žije na vesnici po svém, straní se lidí a chová se podivínsky. Vesničané se ho bojí. Zemře nešťastnou náhodou. Po pohřbu se vnoučata Kateřina, Filip a Tomáš od notáře dozvídají, že jim Alois odkázal 30 milionů pod podmínkou, že budou po dobu jednoho roku žít na vesnici v jeho zpustlém domě. V případě, že tak neučiní, peníze propadnou obci.

## Obsazení

### Hlavní role
| Lenka Zahradnická | MUDr. Kateřina Vrbová               |
| Petr Buchta       | Tomáš Procházka, bratranec Kateřiny |
| Štěpán Benoni     | Filip Skalický, bratranec Kateřiny  |
| Milan Šteindler   | Mgr. Čenda Birmbacher, zastupitel   |
| Luboš Veselý      | Ing. Tonda Chalupa, bývalý starosta |

### Vedlejší role
| Jan Tříska       | Alois Vrba, děda Kateřiny, Tomáše a Filipa (zemřel v 1. díle) |
| Robert Jašków    | Václav Vrba, otec Kateřiny                                    |
| Jana Krausová    | Milada Procházková, matka Tomáše                              |
| Dana Batulková   | Hanka Kučerová, hostinská                                     |
| Ivana Andrlová   | Zdeňka Chalupová, manželka Tondy                              |
| Jiří Štrébl      | Slávek Hudec, prodavač v konzumu                              |
| Hana Ševčíková   | Barbora Hudcová, manželka Slávka a nová starostka             |
| Malvína Pachlová | Dana Hudcová, dcera Barbory a kadeřnice                       |
| Lucie Šteflová   | Vendulka Kučerová, dcera Hanky                                |
| Viktor Dvořák    | por. Jiří Birmbacher, syn Čendy a policista                   |
| Alena Štréblová  | Marie Vrbová, manželka Václava                                |
| Tomáš Novotný    | Honza Chalupa, syn Tondy a strážce parku                      |
| Oldřich Hajlich  | Pepa „Speedy“ Hudec, syn Slávka                               |

## Seznam dílů
| Č. v seriálu | Název               | Režie            | Scénář                             | Datum premiéry    | Sledovanost v milionech |
| ------------ | ------------------- | ---------------- | ---------------------------------- | ----------------- | ----------------------- |
| 1            | Dědictví            | Milan Šteindler  | Roman Kopřivík                     | 14. března 2016   | 0,931                   |
| 2            | Vzpoura             | Milan Šteindler  | Roman Kopřivík                     | 16. března 2016   | 0,768                   |
| 3            | Návrat              | Karel Coma       | Tomáš Vávra, Eva Papoušková        | 21. března 2016   | 0,623                   |
| 4            | Únos                | Jan Sládek       | Roman Kopřivík, David Krajčík      | 21. března 2016   | 0,692                   |
| 5            | Krádež              | Jan Sládek       | David Krajčík, Magda Wdowyczynová  | 28. března 2016   | 0,595                   |
| 6            | Madona              | Jan Sládek       | Magda Wdowyczynová, Zdeněk Viktora | 28. března 2016   | 0,657                   |
| 7            | Oslava              | Rudolf Kudrnáček | Zdeněk Viktora, Eva Papoušková     | 4. dubna 2016     | 0,524                   |
| 8            | Za humny je vlk     | Rudolf Kudrnáček | Eva Papoušková, Miroslav Sovjak    | 4. dubna 2016     | 0,554                   |
| 9            | Vyhánění nevěsty    | Petr Slavík      | Roman Kopřivík, Miroslav Sovják    | 10. července 2017 |                         |
| 10           | Tajný projekt       | Petr Slavík      | Roman Kopřivík, Eva Papoušková     | 11. července 2017 |                         |
| 11           | Volby               | Petr Slavík      | Eva Papoušková                     | 12. července 2017 |                         |
| 12           | Nečekaný vítěz      | Jaroslav Hanuš   | Magda Wdowyczynová                 | 13. července 2017 |                         |
| 13           | Slavnost            | Jaroslav Hanuš   | Magda Wdowyczynová, David Krajčík  | 14. července 2017 |                         |
| 14           | Rozchod             | Jaroslav Hanuš   | David Krajčík, Zdeněk Viktora      | 17. července 2017 |                         |
| 15           | Tři do páru         | Karel Coma       | Eva Papoušková, Zdeněk Viktora     | 18. července 2017 |                         |
| 16           | Když se kácí les    | Karel Coma       | Hana Cielová, Eva Papoušková       | 19. července 2017 |                         |
| 17           | Vesnická holka      | Karel Coma       | Roman Kopřivík                     | 20. července 2017 |                         |
| 18           | Stará pila          | Rudolf Kudrnáček | Zdeněk Viktora                     | 21. července 2017 |                         |
| 19           | Slepičí polévka     | Rudolf Kudrnáček | Eva Papoušková                     | 24. července 2017 |                         |
| 20           | Pokoj pro princeznu | Rudolf Kudrnáček | Miroslav Sovják, Roman Kopřivík    | 25. července 2017 |                         |
| 21           | Hra na schovávanou  | Jiří Andrle      | Jiří Vaněk                         | 26. července 2017 |                         |
| 22           | Těžká volba         | Jiří Andrle      | Hana Cielová                       | 27. července 2017 |                         |
| 23           | Odhalení            | Jiří Andrle      | David Krajčík                      | 28. července 2017 |                         |
| 24           | Smím prosit?        | Petr Burian      | Roman Kopřivík                     | 31. července 2017 |                         |
| 25           | Šátek od šejka      | Petr Burian      | Magda Wdowyczynová                 | 1. srpna 2017     |                         |
| 26           | Fatální chyba       | Petr Burian      | Zdeněk Viktora                     | 2. srpna 2017     |                         |